# Baruch Cohen
Baruch Cohen (en hebreo: ברוך כהן‎; Haifa, 17 de enero de 1936-Madrid, 26 de enero de 1973) fue un oficial de inteligencia israelí en el Shin Bet y katsa en el Mosad. Cohen fue asesinado por el grupo militante palestino Septiembre Negro en Madrid en 1973 después de reunirse con uno de sus informantes palestinos, que era un agente doble.

## Primeros años de vida
Baruch Cohen nació el 17 de enero de 1936 en Haifa, entonces en el Mandato británico de Palestina. La familia Cohen había vivido en Haifa durante cinco generaciones. Cohen era hijo de Chaim y Victoria y tenía 5 hermanos. Tres de sus hermanos eran miembros de la organización paramilitar Haganá y habían sido arrestados y encarcelados por el ejército británico. Un hermano murió en la batalla de Rafah durante la guerra árabe-israelí de 1948.
Hablaba árabe con sus padres y se sentía a gusto en un hogar árabe. A la edad de 16 años, ingresó al Kibbutz Ein Harod, y luego al Nahal en 1953, donde completó cursos de oficiales y sargentos de combate.

## Carrera gubernamental
Cohen completó su servicio obligatorio en las Fuerzas de Defensa de Israel (FDI) en 1958, luego se unió al servicio de seguridad Shin Bet como oficial de casos en 1959. Debido a sus conocimientos de árabe, Cohen trabajó en Nablus y los campos de refugiados de los alrededores, tratando de reclutar palestinos para espiar para Israel. Según los informes, era bastante hábil y se convirtió en jefe de estación.
Entre 1963 y 1964, Cohen dejó Shin Bet para trabajar para la Agencia Judía como director de la región de Galilea. Regresó al servicio del gobierno en 1964.
En Shin Bet, Cohen dirigió la investigación que descubrió una red de espionaje árabe-judía dirigida por Siria en Israel. Cohen interrogó al presunto líder de la red de espionaje en Israel, Daud Turki, un político antisionista palestino-israelí. El papel de Cohen se reveló 2 meses después de su muerte, cuando se leyeron las declaraciones y la confesión de Turki durante su interrogatorio durante el juicio en marzo de 1973 de Turki y cinco coacusados.
A principios de la década de 1970, había aproximadamente 6000 palestinos en Alemania Occidental, muchos de los cuales eran estudiantes que estaban involucrados en grupos militantes palestinos como Fatah y Septiembre Negro. En 1970, el carisma de Cohen y su profundo conocimiento de los palestinos llevaron a la División Tzomet del Mosad a solicitar su adscripción como director de operaciones del Mossad en Europa. Cohen se mudó con su esposa y sus cuatro hijos a Bruselas, y desde julio de 1970 hasta diciembre de 1972, trabajó en la embajada de Israel en Bruselas, después de lo cual regresó a Israel.

## Asesinato
En la mañana del viernes 23 de enero de 1973, Cohen se reunió con uno de sus informantes, un estudiante de medicina palestino y activista de Fatah afincado en Sevilla llamado Samir Mayed Ahmed, en el Café Morrison de la calle José Antonio, posteriormente rebautizada como Gran Vía. Cuando terminó su reunión del 23 de enero, dos hombres se acercaron a Cohen y le dispararon tres veces en el pecho. Una cuarta bala alcanzó a un transeúnte. Cohen murió más tarde en el hospital Francisco Franco.
Cohen se había reunido con Samir varias veces para discutir las actividades políticas palestinas, pero Samir era en realidad un agente doble del grupo militante palestino Septiembre Negro.
Los informes de noticias iniciales identificaron originalmente a Cohen como un turista llamado Moshe Hannan Yishai, el nombre en el pasaporte de su identidad encubierta. Después de que su cuerpo voló de regreso a Israel para ser enterrado, las autoridades israelíes revelaron su verdadero nombre y afiliación gubernamental.

### Secuelas
Más tarde ese día, Septiembre Negro emitió un reclamo público de responsabilidad por el asesinato, alegando que Cohen, a quien identificaron incorrectamente como Uri Molov, había estado siguiendo a los oficiales de inteligencia árabes. Si bien algunos en los medios creían que la operación era una represalia por la Operación Cólera de Dios de Israel, el asesinato de Cohen se planeó con meses de anticipación.
Más de 10 años después, el Mosad supuestamente encontró a Samir en Túnez; sin embargo, el director del Mosad no autorizó su asesinato, supuestamente por temor a perder a otro oficial del Mosad.

## Vida personal
Cohen conoció a su esposa Nurit cuando ambos eran instructores en el Nahal. Se casaron en 1956 y vivieron en Re'im, cerca de la Franja de Gaza. La pareja tuvo cuatro hijos. Cohen está enterrado en el cementerio militar de Haifa.